# Heiner Haan
Heiner Haan (* 13. November 1936; † 28. Juli 2015) war ein deutscher Historiker.
Haan wurde 1965 an der Universität Bonn promoviert. Er lehrte bis 1999 als Professor für neuere und neueste Geschichte an der Universität Regensburg.

## Schriften (Auswahl)
- Der Regensburger Kurfürstentag von 1636/1637 (= Schriftenreihe der Vereinigung zur Erforschung der Neueren Geschichte e.V. Bd. 3). Aschendorff, Münster 1967.
- Hauptstaat, Nebenstaat. Briefe und Akten zum Anschluss der Pfalz an Bayern 1815/17. Landesarchivverwaltung Rheinland-Pfalz, Koblenz 1977.
- mit Karl-Friedrich Krieger, Gottfried Niedhart: Einführung in die englische Geschichte. Hrsg. von Gottfried Niedhart, Beck, München 1982.
- Geschichte Englands vom 16. bis zum 18. Jahrhundert. Beck, München 1993.
- Die Haans. Geschichte einer rheinischen Kaufmannsfamilie vom Zeitalter der Französischen Revolution bis zum Ende des Zweiten Weltkriegs. Kliomedia, Trier 2013.